# Baptism (album de Lenny Kravitz)
Pour les articles homonymes, voir Baptism.
Albums de Lenny Kravitz
Lenny
(2001) It Is Time for a Love Revolution
(2008)
Baptism est le titre du septième album de Lenny Kravitz, sorti le 17 mai 2004. Le disque a été classé 14e au Billboard 200 et 74e au UK Albums Chart.

## Production
Initialement, Lenny Kravitz souhaitait enregistrer un disque au genre et au son funk des années 1970. Cependant, il changea d'avis lorsqu'il prit une guitare acoustique pour en jouer sur les morceaux de l'album en les écrivant. L'album est enregistré entre 2003 et début 2004.
Cinq singles paraitront après la sortie de Baptism, Where Are We Runnin'?, California, Storm, Calling All Angels et Lady. Un des singles, Storm, est un duo avec le rappeur américain Jay-Z.

## Liste des titres
1. Minister of Rock n' Roll - 3:36
2. I Don't Want To Be A Star - 4:26
3. Lady - 4:16
4. Calling All Angels - 5:12
5. California - 2:37
6. Sistamamalover - 4:30
7. Where Are We Runnin'? - 2:43
8. Baptized - 4:48
9. Flash - 4:12
10. What Did I Do With My Life? - 4:04
11. Storm - 3:58
12. The Other Side - 4:50
13. Destiny - 4:56
14. Uncharted Terrain (Titre bonus sur l'édition japonaise)